# Станіслав Бачинський
Станіслав Бачинський (пол. Stanisław Baczyński; нар. 5 травня 1890, Львів — 27 липня 1939, Варшава) — польський письменник, літературознавець, публіцист та громадський діяч, солдат Польських легіонів, капітан піхоти польської армії. Батько Кшиштофа Бачинського.

## Нагороди
- Хрест Незалежності з мечами (6 червня 1931) — за роботу у відновленні незалежності[3]
- Хрест Хоробрих (тричі)
- Золотий Хрест заслуги